# Kanton Toucy
Kanton Toucy (fr. Canton de Toucy) byl francouzský kanton v departementu Yonne v regionu Burgundsko. Skládal se ze 14 obcí. Zrušen byl po reformě kantonů 2014.

## Obce kantonu
- Beauvoir
- Diges
- Dracy
- Égleny
- Fontaines
- Lalande
- Leugny
- Levis
- Lindry
- Moulins-sur-Ouanne
- Parly
- Pourrain
- Toucy
- Villiers-Saint-Benoît